# Skattkista

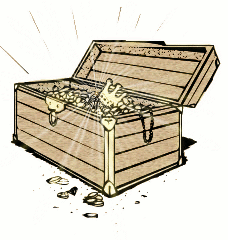
Skattkista.

En skattkista är en typ av kista innehållande en skatt. Skattkistor är ett vanligt förekommande inslag i traditionella myter och sagor där gömda skatter ingår. Inte minst gäller detta sagor med sjörövare och inte sällan finns i samma sagor någon form av skattkarta som visar vägen till skattkistan.
Skattkistor är också vanligt förekommande i datorspel.